# اندرو هاسی
اندرو هاسی (به انگلیسی: Andrew Hussie؛ زادهٔ ۲۵ اوت ۱۹۷۹) نویسنده و هنرمند آمریکایی می‌باشد.